# Abdulrahman Al-Roomi
Abdulrahman Al-Roomi (Arabia Saudita; 28 de octubre de 1969) es un exfutbolista de Arabia Saudita que jugaba en la posición de defensa.

## Carrera

### Club
Jugó toda su carrera con el Al-Shabab FC de 1985 a 2001, jugó 365 partidos y anotó 11 goles, fue campeón nacional en tres ocasiones, ganó cinco títulos de copa nacional y ocho títulos internacionales.

### Selección nacional
Jugó con Arabia Saudita en 22 ocasiones de 1986 a 1993 sin anotar goles. Participó en tres ediciones de la Copa Mundial de Fútbol Sub-20, los Juegos Asiáticos de 1986, la Copa Asiática 1992 y la Copa Rey Fahd 1992.

## Logros
- Liga Profesional Saudí: 3

1990–91, 1991–92, 1992–93
- Copa del Príncipe de la Corona Saudí: 3

1993, 1996, 1999
- Copa Federación de Arabia Saudita: 2

1988, 1989
- Recopa Asiática: 1

2001
- Liga de Campeones Árabe: 1

1992, 1999
- Supercopa Árabe: 2

1996, 2001
- Copa de Clubes Campeones del Golfo: 2

1993, 1994